# XBase
xBase – Rodzina języków programowania o orientacji bazodanowej, których podstawą jest język zapytań wywodzący się z języka dBASE, mającego swoje początki w JPLDIS.
Dodawane z biegiem czasu nowe polecenia i funkcje spowodowały, że języki xBase stały się językami uniwersalnymi, zachowując przy tym bazodanową orientację i kompatybilność z dBASE na podstawowym poziomie. Głównym obiektem zainteresowania języków xBase pozostały aplikacje wykorzystujące relacyjne bazy danych budowane z użyciem plików w formacie DBF, jednak pojawiły się też rozwiązania umożliwiające współpracę z innymi typami baz czy z wykorzystaniem architektury klient-serwer. 

## Główne gałęzie rozwojowe
W skład rodziny wchodzą trzy główne gałęzie.
- dBASE
  - dBASE - produkt komercyjny firmy dBASE Inc.
  - (dBXL/Arago) QuickSilver - produkty wchłonięte przez dBASE
- Clipper
  - Clipper - produkt komercyjny, obecnie (2005) firmy GrafxSoft
  - xBase++ - produkt komercyjny firmy Alaska Software GmbH
  - FlagShip - produkt komercyjny firmy multisoft GmbH
  - Clip - wolne oprogramowanie firmy ITK
  - Harbour - wolne oprogramowanie tworzone przez Projekt Harbour
  - xHarbour - wolne oprogramowanie tworzone przez xHarbour.org i wariant komercyjny xHarbour.com
- FoxPro
  - Visual FoxPro - produkt komercyjny firmy Microsoft
  - Recital - produkt komercyjny firmy Recital Corp.